# أزمة روث الخيل الكبرى 1894
أزمة روث الخيل الكبرى هي ظاهرة في تاريخ التهيئة الحضرية والعمران، ظهرت سنة 1894 في لندن يُستشهد بها للدلالة على وجاهة التحديات العمرانية التي تشهدها مدينة ما في ضوء ما يمكن أن يحدث من تغييرات مستقبلية تقلب المعادلات.

## الأسباب والوقائع
تشير المصادر التاريخية إلى تواجد ما يقارب الخمسين ألف حصانا في حالة جولان منتظم في المجال الحضري اللندني في نهاية القرن التاسع عشر، وذلك لتلبية كل حاجيات نقل الأشخاص والسلع، حيث كان الناس يتنقلون في عربات تجرّها الخيول أو مباشرة على صهواتها، وفي نفس الوقت بلغ حجم التنقل اليومي في المدن أعدادا كبيرة بفعل الثورة الصناعية وماتبعها من استقطاب كبير وسريع للسكان في المدينة إضافة إلى تزايد طلب المصانع في المدن على الإمدادات بالسلع، والتي كانت كذلك تعتمد على الخيول.
تشير المصادر كذلك إلى أن الحصان الواحد كان يفرز بمعدل خمسة عشر كيلوغراما من الروث كل يوم، بحيث تكون الحصيلة النهائية من الروث كل يوم كمية كبيرة جدا. كما تنامت المخاطر الصحّية المرافقة لهذا الكم الهائل، حيث كانت كتلات الفضلات الحيوانية المنتشرة هنا وهناك تستهوي أسرابا كبيرة من الذباب الذي ينقل بعد ذلك للإنسان مختلف الفيروسات والأوبئة. إضافة إلى ذلك، كان الحصان يفرز ما يقارب لترا واحدا يوميا من البول. وبما أن معدّل عمر الحصان الناشط في النقل اليومي بصفة مكثفة كان يبلغ حوالي ثلاث سنوات فقط في ذلك الوقت، كانت جثث الأحصنة «منتهية الخدمة» (أي ما يقابل سيارات الخردة في زماننا) منتشرة في أرجاء المدينة وجزءًا من المشهد اليومي، في انتظار أن تتحلل قليلا كي يخف وزنها ويسهل نقلها واستبعادها من الطريق.
بلغت الأزمة ذروتها في سنة 1894 حيث تنبّأ مقال في جريدة The Times بـ«أن كل شارع في لندن سيرزح تحت تسعة أقدام من الروث (حوالي ثلاثة أمتار) في غضون خمسين عامًا»، وهو ما مثّل أوّل إعلان لما بات يعرف بأزمة الروث الكبرى، تبعته نقاشات وبحوث لحلّ الإشكال، أبرزها كان المؤتمر العالمي الأول للتهيئة الحضرية في 1898 في نيويورك حيث عجز المؤتمرون عن إيجاد حل حقيقي، وظلوا يحاولون استنباط أنظمة لرفع الفضلات وأماكن خاصة في الطريق لتجميعها، إلى غير ذلك من الأفكار، دون جدوى.

## دلالة الظاهرة
لكن في الواقع، من المعروف أن شوارع لندن لم تغمرها أمتار من فضلات الخيول خمسين عاما بعد ذلك (في خمسينات القرن العشرين). الحل جاء ببساطة بصفة تلقائية بعد بضع سنوات من الأزمة ولم يكن على علاقة بالخيول أصلا: اختراع وتعميم السيارات.
وهنا تكمن الدلالة من هذه الظاهرة، حيث يستشهد بها الباحث البريطاني في الاقتصاد ستيف دايفس  ليستدل على وقوع الكثير من الدراسات والتوقعات الاقتصادية في خطأ اعتبار الظرف الآني ثابتا في المستقبل (في هذه الحالة اعتماد التنقل على الخيول)، في حين أن اختراعا تقنيا جديدا (السيارة) بإمكانه تغيير الوضع برمّته وجعل التوقّع بدونه يبدو سخيفا (ثلاثة أمتار من الروث)